# I/198 Armeński Batalion Polowy
I/198 Armeński Batalion Polowy (niem. Armenisches Feld-Bataillon I/198, ros. I/198-й стрелковый батальон) – kolaboracyjny oddział wojskowy Wehrmachtu złożony z Ormian podczas II wojny światowej.

## Historia
Został sformowany we wrześniu 1942 r. w Łochwicy na okupowanej Ukrainie. Wchodził formalnie w skład Legionu Armeńskiego. Był przydzielony do niemieckiej 198 Dywizji Piechoty pod dowództwem gen. Ludwiga Müllera jako I batalion. Pod koniec maja 1943 r. wraz z I/125 Armeńskim Batalionem Polowym i II/9 Armeńskim Batalionem Polowym przeniesiono go na tyły frontu do zwalczania partyzantki. Na pocz. 1944 r. przeniesiono go do południowej Francji, gdzie został rozmieszczony na wybrzeżu Morza Śródziemnego na południowy zachód od Tulonu. W okolicy stacjonowały 2 pozostałe bataliony armeńskie: II/9 i I/125. Podlegały one niemieckiej 19 Armii gen. Georga von Sodensterna. Pod koniec kwietnia tego roku I/198 Batalion Polowy wszedł w skład 918 Pułku Grenadierów jako IV batalion. Pułk był częścią 242 Dywizji Piechoty gen. Johannesa Bäßlera. Po inwazji wojsk alianckich na wybrzeżu śródziemnomorskim Francji 14 sierpnia i szybkim złamaniu oporu wojsk niemieckich do końca września, armeńskie bataliony, bardzo osłabione w walkach i z powodu ataków lotniczych (straciły do 80% stanu liczbowego), poddały się aliantom. Po zakończeniu wojny ich żołnierze zostali wydani Sowietom.